# 푸룽동

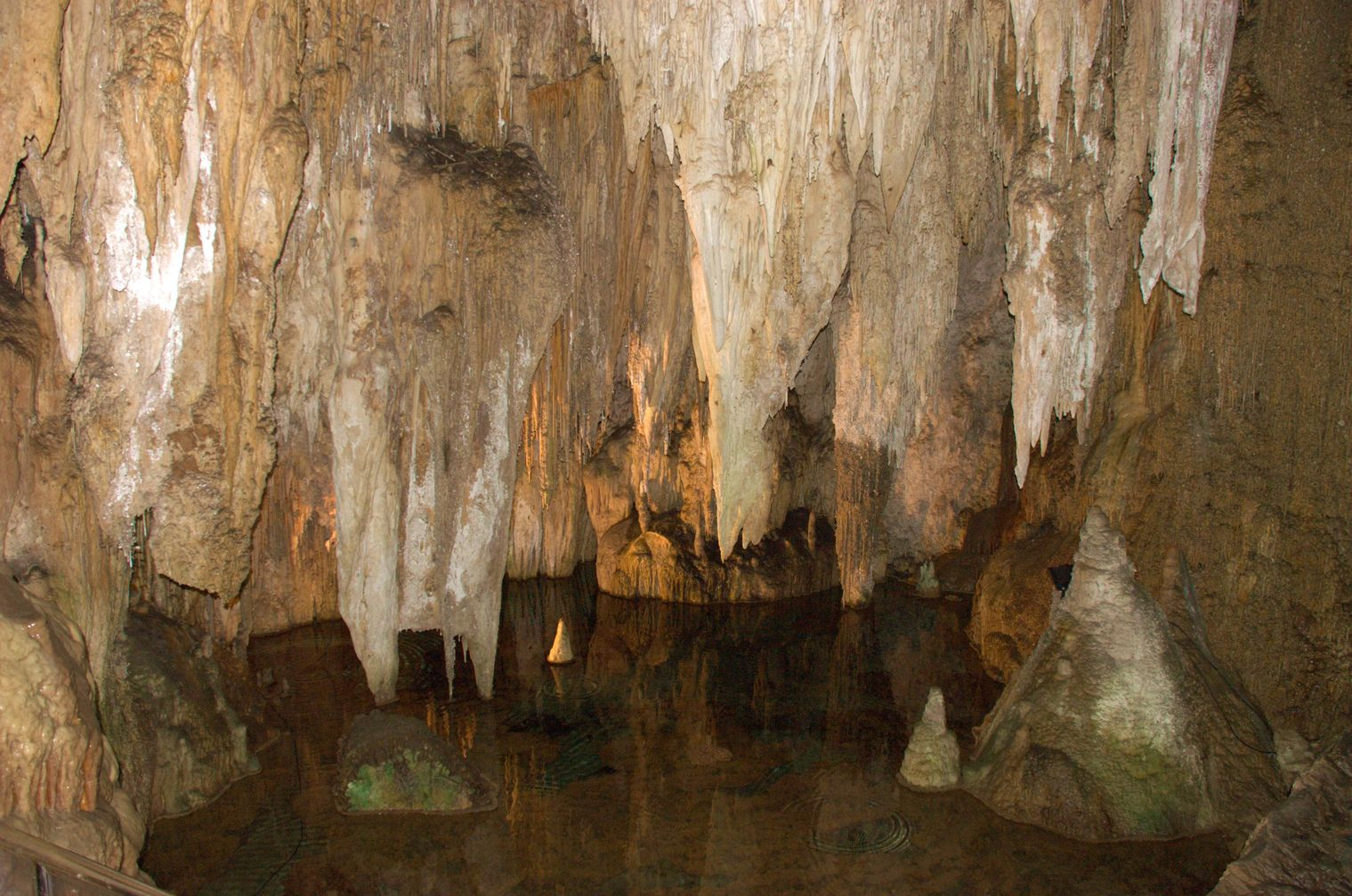
푸룽동

푸룽동(중국어: 芙蓉洞)는 중화인민공화국 충칭시 우룽구 장커우진에 있는 카르스트 동굴이다. 이곳은 중국에서 최초로 세계자연유산으로 등재된 카르스트 동굴입니다.